# Relais mondiaux 2019
Navigation
Édition 2017 Édition 2021
Les Relais mondiaux de l’IAAF 2019 se déroulent les 11 et 12 mai 2019 à Yokohama, au Japon, au sein du stade Nissan. Le Japon est choisi le 13 octobre 2018 pour remplacer les Bahamas qui après trois Relais mondiaux renoncent à les organiser. Deux nouvelles épreuves mixtes, le 2 × 2 × 400 m et le « Shuttle hurdles relay », complètent le programme, en revanche le relais 4 × 800 mètres n’est pas disputé.

## Critères de participation
Chaque fédération participante peut inscrire une seule équipe de relais pour chaque épreuve, composée de six athlètes maximum (sauf pour le relais 2 x 2 x 400 m, avec un total quatre athlètes maximum). Il existe des minima de participation pour les relais 4 x 100 m et 4 x 400 m, légèrement différents que ceux de la précédente édition. Ces temps de qualification devaient avoir été obtenus entre le 1er janvier 2018 et le 22 avril 2019. Ces minima consentent la participation de 22 équipes et, pour compléter à 24 équipes, sont alors retenues les équipes les mieux classées sur la même période. Le Japon peut présenter des relais dans chaque épreuve.
Les minima sont les suivants :
- 4 x 100 m : 39 s 10 (masculin) et 44 s 20 (féminin) ;
- 4 x 400 m : 3 min 5 s 00 (masculin) et 3 min 34 s 70 (féminin).

Pour les relais 4 x 200 m et les relais mixtes, aucun minima n’est requis.

## Podiums

### Hommes
| Épreuves       | Or                                                                                                | Argent | Bronze                                                                                                   |
| -------------- | ------------------------------------------------------------------------------------------------- | --- | --- |
| 4 × 100 mètres | Brésil Rodrigo do Nascimento Jorge Vides Derick Silva Paulo André Camilo de Oliveira 38 s 05 (WL) | États-Unis Michael Rodgers Justin Gatlin Isiah Young Noah Lyles Cameron Burrell 38 s 07 (SB)                                   | Royaume-Uni Chijindu Ujah Harry Aikines-Aryeetey Adam Gemili Nethaneel Mitchell-Blake 38 s 15            |
| 4 × 200 mètres | États-Unis Christopher Belcher Bryce Robinson Vernon Norwood Remontay McClain 1 min 20 s 12       | Afrique du Sud Simon Magakwe Chederick van Wyk Sinesipho Dambile Akani Simbine Jon Seeliger Anaso Jobodwana 1 min 20 s 42 (AR) | Allemagne Maurice Huke Patrick Domogala Aleixo-Platini Menga Robin Erewa 1 min 21 s 26 (NR)              |
| 4 × 400 mètres | Trinité-et-Tobago Deon Lendore Jereem Richards Asa Guevara Machel Cedenio 3 min 0 s 81 (WL)       | Jamaïque Demish Gaye Akeem Bloomfield Rusheen McDonald Nathon Allen Javon Francis 3 min 1 s 57 (SB)                            | Belgique Dylan Borlée Robin Vanderbemden Jonathan Borlée Jonathan Sacoor Julien Watrin 3 min 2 s 70 (SB) |

### Femmes
| Épreuves       | Or | Argent | Bronze |
| -------------- | --- | --- | --- |
| 4 × 100 mètres | États-Unis Mikiah Brisco Ashley Henderson Dezerea Bryant Aleia Hobbs 43 s 27                                        | Jamaïque Gayon Evans Natasha Morrison Shashalee Forbes Jonielle Smith Sherone Simpson 43 s 29                     | Allemagne Lisa-Marie Kwayie Alexandra Burghardt Gina Lückenkemper Rebekka Haase Lisa Mayer 43 s 68                                      |
| 4 × 200 mètres | France Carolle Zahi Estelle Raffai Cynthia Leduc Maroussia Paré 1 min 32 s 16 (WL, NR)                              | Chine Liang Xiaojing Wei Yongli Kong Lingwei Ge Manqi 1 min 32 s 76 (AR)                                          | Jamaïque Elaine Thompson Stephenie Ann McPherson Shelly-Ann Fraser-Pryce Shericka Jackson 1 min 33 s 21 (SB)                            |
| 4 × 400 mètres | Pologne Małgorzata Hołub-Kowalik Patrycja Wyciszkiewicz Anna Kiełbasińska Justyna Święty-Ersetic 3 min 27 s 49 (SB) | États-Unis Jaide Stepter Shakima Wimbley Jessica Beard Courtney Okolo Jordan Lavender Joanna Atkins 3 min 27 s 65 | Italie Maria Benedicta Chigbolu Ayomide Folorunso Giancarla Trevisan Raphaela Lukudo Elisabetta Vandi Chiara Bazzoni 3 min 27 s 74 (SB) |

### Mixte
| Épreuves              | Or | Argent                                                                                        | Bronze                                                                                        |
| --------------------- | --- | --------------------------------------------------------------------------------------------- | --------------------------------------------------------------------------------------------- |
| 4 × 400 mètres        | États-Unis My'Lik Kerley Joanna Atkins Jasmine Blocker Dontavius Wright Brionna Thomas Olivia Baker 3 min 16 s 43    | Canada Austin Cole Aiyana-Brigitte Stiverne Zoe Sherar Philip Osei Alicia Brown 3 min 18 s 15 | Kenya Jared Nyambweke Momanyi Maureen Nyatichi Thomas Hellen Syombua Aron Koech 3 min 19 s 43 |
| 2 × 2 × 400 mètres    | États-Unis Ce'Aira Brown Donavan Brazier 3 min 36 s 92                                                               | Australie Catriona Bisset Josh Ralph 3 min 37 s 61                                            | Japon Ayano Shiomi Allon Tatsunami Clay 3 min 38 s 36                                         |
| Shuttle hurdles relay | États-Unis Christina Clemons Freddie Crittenden Sharika Nelvis Devon Allen Queen Harrison Ryan Fontenot 54 s 96 (SB) | Japon Ayako Kimura Shunya Takayama Masumi Aoki Taiō Kanai 55 s 59 (SB)                        | non attribuée                                                                                 |

## Classement
Les Etats-Unis remportent le bâton d'or (1re équipe classée) pour la 4e édition consécutive.
Les équipes classées premières de chaque épreuve remportent 8 points, la deuxième 7 points, la troisième 6, etc.
- La nation-hôte est en bleu lavande

| Classement | Nation     | Points |
| ---------- | ---------- | ------ |
| 1          | États-Unis | 54     |
| 2          | Jamaïque   | 27     |
| 3          | Japon      | 27     |
| 4          | Allemagne  | 18     |
| 5          | Pologne    | 17     |
| 6          | Brésil     | 16     |
| 7          | Chine      | 15     |
| 8          | Italie     | 15     |

## Records continentaux et nationaux
Le plus ancien record tchèque, également le plus ancien record au monde du relais 4 × 100 m, en 38 s 82, obtenu le 10 septembre 1972 à Munich par l’alors équipe nationale de Tchécoslovaquie, lors des Jeux olympiques de 1972, composée de quatre relayeurs tchèques, Jaroslav Matoušek, Juraj Demeč, Jiří Kynos, Luděk Bohman, est battu à Yokohama en 38 s 77, par Zdeněk Stromšík, Jan Veleba, Jan Jirka et Dominik Záleský. C’est d’ailleurs le seul record national battu dans cette épreuve.
Sur le relais 4 × 100 m féminin, seul le Danemark bat son record national en 43 s 90, en remportant sa série le 11 mai : Astrid Glenner-Frandsen, Ida Karstoft, Mette Graversgaard et Mathilde Kramer.
Sur le relais 4 × 400 m masculin, aucun record national n’est battu tandis que les féminines, celui du Chili en 3 min 31 s 24 est établi par Isidora Jiménez, María José Echeverría, María Fernanda Mackenna et Martina Weil.
Sur le relais 4 × 200 m masculin, l’Afrique du Sud bat par deux fois le record continental (série et finale) et la Chine une fois (série en 1 min 21 s 70), tandis que l’Allemagne bat son record national comme également la Papouasie-Nouvelle-Guinée. Sur la même épreuve féminine, avec finale directe, le record national français qui datait de 1982 est battu d’un centième (également WL) tandis que la Chine bat son record continental et que le Japon, l’Équateur et la Papouasie-Nouvelle-Guinée battent également leur record national.

## Qualifications pour les Championnats du monde 2019
À Yokohama, 10 des meilleures équipes de relais 4 × 100 m et 4 × 400 m ainsi que 12 des relais mixtes 4 × 400 m se sont qualifiées pour les Championnats du monde d'athlétisme 2019 à Doha.
Les places restantes (16 équipes de relais sont engagées dans chaque épreuve) seront laissées aux équipes les mieux classées à la date du 6 septembre 2019 (soit 6 de plus pour les relais classiques et 4 de plus pour le relais mixte).
Seules l’Italie et la Jamaïque font l’en-plein avec 5 équipes chacune.
Les équipes qualifiées sont les suivantes :
- 4 × 100 m : les huit équipes finalistes plus les deux meilleurs temps des séries.
  - messieurs :  Brésil,  États-Unis,  Royaume-Uni,  Chine,  France,  Jamaïque,  Turquie,  Italie,  Afrique du Sud,  Pays-Bas.
  - dames :  États-Unis,  Jamaïque,  Allemagne,  Brésil,  Italie,  Australie,  Ghana,  Danemark,  Trinité-et-Tobago,  Kazakhstan.
- 4 × 400 m : les huit équipes classées de la finale A (sauf si non partantes, non terminées ou disqualifiées) et les deux meilleures de la finale B (une 3e est repêchée chez les hommes, en raison de la disqualification américaine en finale A). Pour le relais mixte, les 12 meilleures en série sont qualifiées.
  - messieurs :  Trinité-et-Tobago,  Jamaïque,  Belgique,  Japon,  Royaume-Uni,  Afrique du Sud,  Australie,  Italie,  France,  Tchéquie
  - dames :  Pologne,  États-Unis,  Italie,  Canada,  Jamaïque,  Royaume-Uni,  Suisse,  France,  Pays-Bas,  Belgique
  - mixte :  États-Unis,  Canada,  Kenya,  Italie,  Pologne,  Brésil,  Allemagne,  Belgique,  Jamaïque,  France,  Japon,  Royaume-Uni

## Remise de médailles olympiques
Au début du 2e jour des compétitions, l’équipe du Japon, composée de Naoki Tsukahara, Shingo Suetsugu, Shinji Takahira et Nobuharu Asahara, se voit remettre, 11 ans après, la médaille d’argent olympique obtenue après disqualification tardive de la Jamaïque lors des Jeux olympiques de 2008 (en l’occurrence, Nesta Carter, disqualifié par le CIO en janvier 2017, alors même que ce dernier participe à nouveau à l’équipe de Jamaïque sur relais 4 × 100 m, en 38 s 51 le 11 mai).